# 沙乌斯奶酪
沙乌斯奶酪（法語：chaource）產自法國東北部村庄沙乌斯。沙乌斯芝士呈扁平鼓狀，重約500克，有可食用的白色外殼，外殼上有一些紅色班點，奶酪肉則為淡黃色，有白堊般的質地，成熟的沙乌斯奶酪有一陣堅果的香味。列入了歐洲共同市場為食物設立的起源命名系統的沙乌斯奶酪，必須使用未經巴氏殺菌的牛奶作為原材料，未被列入系統的則可使用經殺菌的牛奶。